# Spazzatrice

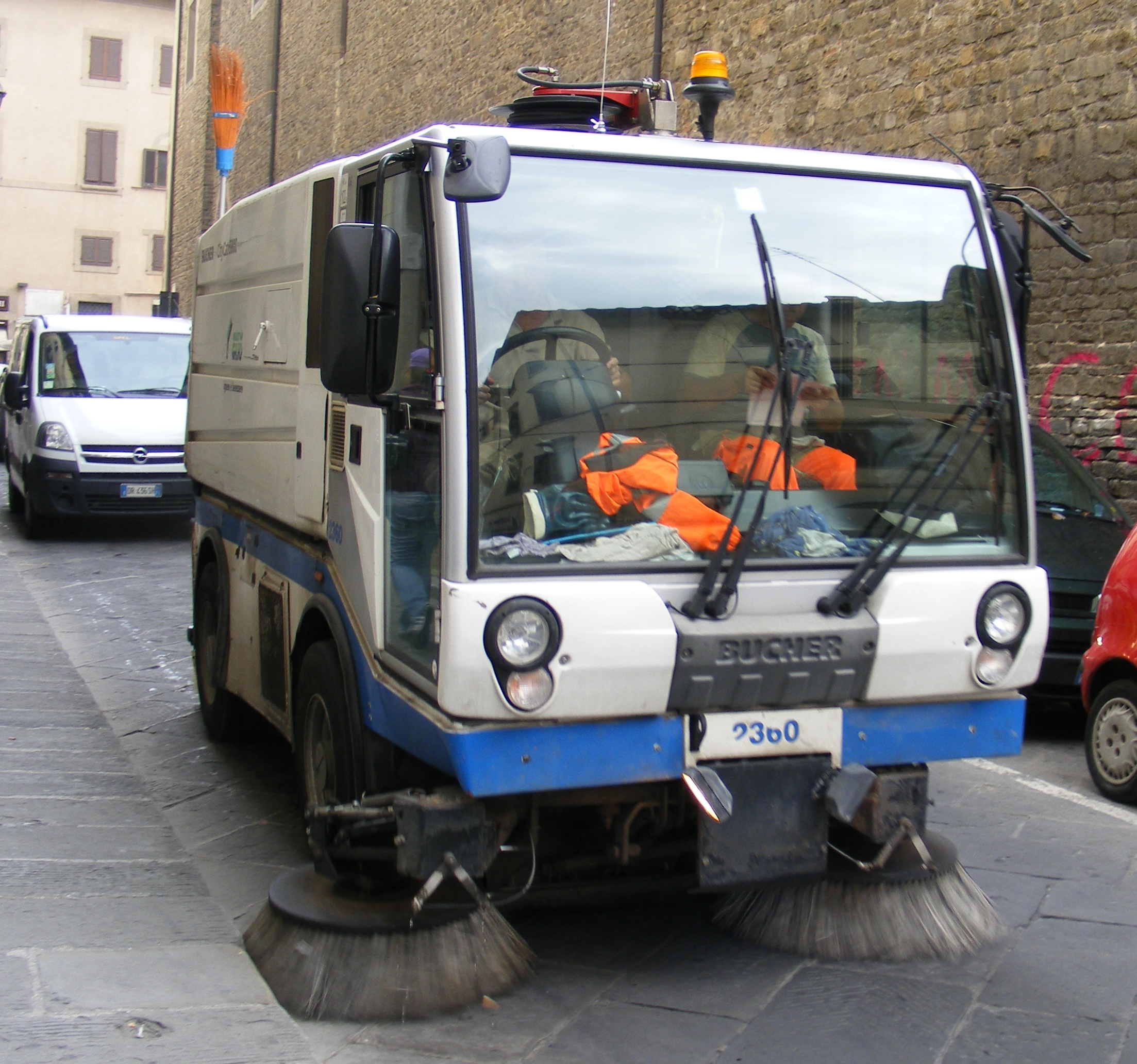
Una spazzatrice

Con il termine spazzatrice viene identificata una macchina in grado di spazzare una superficie dura orizzontale sia essa all'interno (corridoi, atri, palestre, ecc) o all'esterno (strade, piazze, ecc.).
Le spazzatrici possono essere suddivise in svariate categorie in base a:

## Tipo di motore
Il motore che viene utilizzato da questa macchina può essere:
- benzina (di solito piccole macchine con uomo a terra)
- diesel (di solito grosse macchine specie per uso stradale)
- gas
- elettrico (con alimentazione a batterie ricaricabili, quasi esclusivamente per utilizzo industriale su aree al coperto)

## Tipo di spazzamento
Il meccanismo che viene utilizzato da questa macchina può essere:
- meccanico con caricamento anteriore sottovia
- meccanico con caricamento posteriore sopravia
- meccanico con caricamento tramite nastro o cucchiaie
- meccanico aspirante
- aspirante

## Tipo di scarico dei rifiuti
Il meccanismo che viene utilizzato da questa macchina può essere:
- manuale
- meccanico a terra
- meccanico in quota

## Tipo di utilizzo
Questa macchina può essere utilizzata per un uso:
- industriale (non necessitano di alcun libretto o targa in quanto utilizzate su aree private)
- stradale (devono essere dotate di un libretto come una normale vettura ed essere munite di assicurazione RCA)

## Tipo di guida
Questa macchina può essere governata:
- con uomo a terra
- con uomo a bordo

## Tipo di sterzata
Questa macchina risponde al comando direzionale dell'operatore:
- con ruote anteriori
- con ruote posteriori
- sterzatura sulle 4 ruote

## Normativa
Nella Comunità Europea le spazzatrici sono soggette a restrizioni sulle emissioni di rumore attraverso la Direttiva 2000/14/CE del Parlamento europeo e del Consiglio dell'8 maggio 2000 sul ravvicinamento delle legislazioni degli Stati membri concernenti l'emissione acustica ambientale delle macchine ed attrezzature destinate a funzionare all'aperto.